# Astrostephane
Astrostephane is een geslacht van zeesterren uit de familie Brisingidae. De wetenschappelijke naam van het geslacht werd in 1917 voor het eerst voorgesteld door Walter Kenrick Fisher. Hij stelde geen formele diagnose en beschrijving op maar gaf de kenmerken in een tabel voor alle op dat moment onderscheiden geslachten in de Brisingidae. Als typesoort wees hij de een jaar eerder door hem benoemde Brisinga moluccana aan.

## Soorten
- Astrostephane acanthogenys (Fisher, 1916)
- Astrostephane moluccana (Fisher, 1916)